# 蘇森登加區
19°24′47″S 33°17′25″E / 19.413130°S 33.290294°E

蘇森登加區（葡萄牙語：Sussundenga），是莫桑比克的行政區，位於該國中西部，由馬尼卡省負責管轄，首府設於蘇森登加，面積7,057平方公里，2007年人口129,851，人口密度每平方公里18人。